# Augustin Keller (General)
Augustin Keller (* 22. August 1754 in Solothurn; † nach 1799) war vom 28. März bis 24. Mai 1799 Oberbefehlshaber der Armee der Helvetischen Republik.
Nach dem Besuch des Jesuitengymnasiums in Solothurn (1766–1770), ging Keller in französische Solddienste und diente zunächst als Unteroffizier. Dank seines Eifers wurde er bald zum Offizier befördert und war 1798 Platzkommandant von Brügge. In der Verteidigung der Stadt, zeichnete sich Keller durch seinen Mut aus.
Am 12. April 1798 war die Verfassung der Helvetischen Republik in Kraft getreten. Am 27. August 1798 wurde Keller zum helvetischen Kriegsminister ernannt, konnte sein Amt aber wegen eines Vetos Frankreichs nicht antreten.
Am 4. September 1798 wurde die Bildung der Helvetischen Legion, einer ständigen Interventionstruppe von 1500 freiwilligen Männern zum Schutz der inneren Ordnung beschlossen. Keller, der mit der Organisation der Legion betraut war, wurde noch im selben Monat im Rang eines Obersten zu deren Kommandant ernannt. Nachdem am 13. Dezember 1798 das Gesetz über die Organisation der Wehrpflicht zur Schaffung einer helvetischen Armee in Kraft getreten war, mobilisierte die Regierung am 24. Februar 1799 20.000 Mann zur Verteidigung der Grenzen. Vier Tage später wurde ein Generalstab gebildet und Keller am 28. März 1799 zum General ernannt. 
Bereits am 24. Mai 1799 wurde Keller wegen Unfähigkeit seiner Funktionen enthoben. Am 24. Juli 1799 wurde er von einem Kriegsgericht verurteilt. Dies war das letzte Mal, dass er in historischen Dokumenten erwähnt ist. Es wird angenommen, dass er erneut unter französischer Flagge diente und seine Karriere wahrscheinlich als Kapitän in Batavia, dem heutigen Jakarta, beendete.